# 片山古墳 (京丹後市)
片山古墳（かたやまこふん、片山1号墳）は、京都府京丹後市丹後町竹野にある古墳。片山古墳群を構成する古墳の1つ。京丹後市指定史跡に指定されている。

## 概要
京都府北部、竹野川河口東岸の日本海を望む丘陵上に築造された古墳である。丘陵上には片山古墳群の他2基や、北東に中期古墳の産土山古墳（国の史跡）が所在するほか、かつては大成古墳群も加えて同一丘陵上で20基以上からなる古墳群を形成した（国道178号によって丘陵は分断）。これまでに発掘調査は実施されていない。
現在では墳丘封土は失われており、元々の墳形は明らかでない。埋葬施設は片袖式の横穴式石室で、南方向に開口した(現在は埋没、北の玄室奥壁側が開口)。丹後半島では最大の玄室規模を誇る石室であり、天井石に使用される巨石は家形石棺の蓋石の形状を呈するとして注目される。副葬品は詳らかでないが、竹野小学校（現在は廃校）の建設の際に6世紀末-7世紀初頭頃の須恵器高坏・長頸壺が出土しており、本古墳も同様の時期と推定される。
古墳域は1986年（昭和61年）に丹後町指定史跡（現在は京丹後市指定史跡）に指定されている。

## 遺跡歴
- 1919年（大正8年）、『京都府史蹟勝地調査会報告』第1冊において報告。
- 1986年（昭和61年）6月18日、丹後町指定史跡に指定（現在は京丹後市指定史跡）。

## 埋葬施設

石室俯瞰図

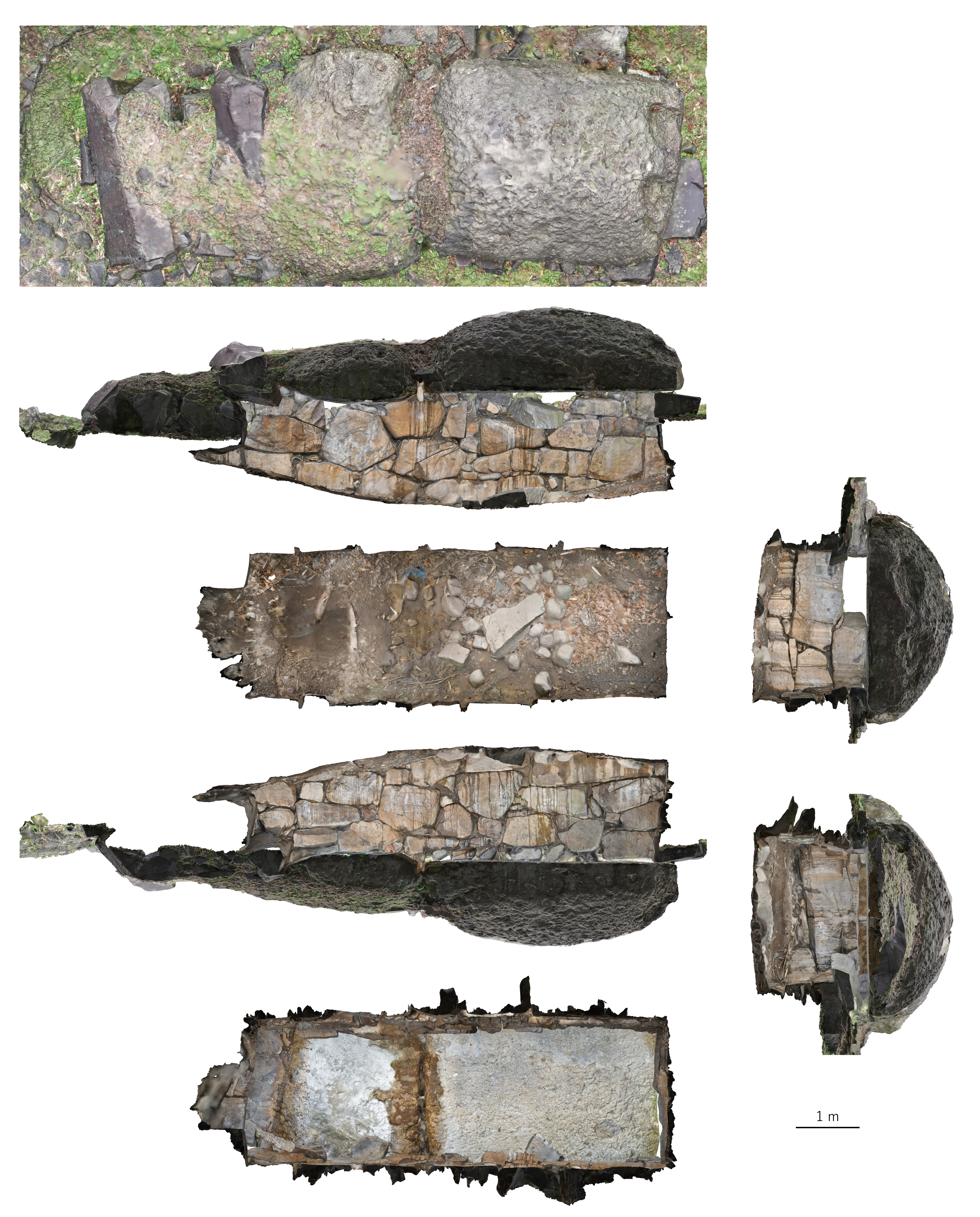
石室展開図

埋葬施設としては片袖式横穴式石室が構築されており、南方向に開口した(現在は埋没、北の玄室奥壁側が開口)。石室の規模は次の通り。
- 玄室：長さ6.18メートル、幅約2メートル、高さ約2.64メートル

石室の羨道部の大半は破壊され、玄室にも多量の土砂が堆積する。天井石は2枚で、いずれも砂礫岩の巨石であり、特に奥側の1枚は家形石棺の蓋石を想起させる形状として注目される。

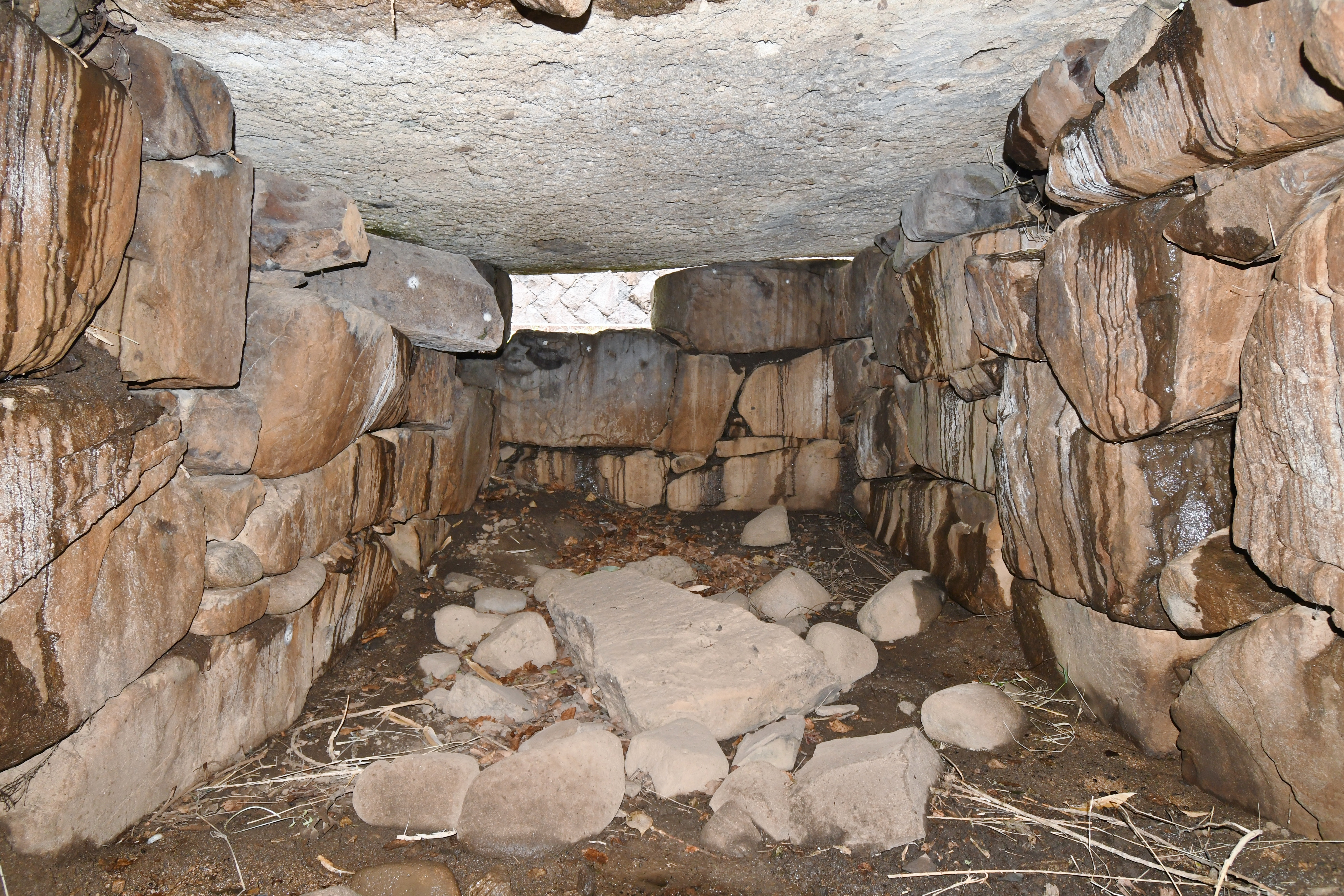
玄室（奥壁方向）
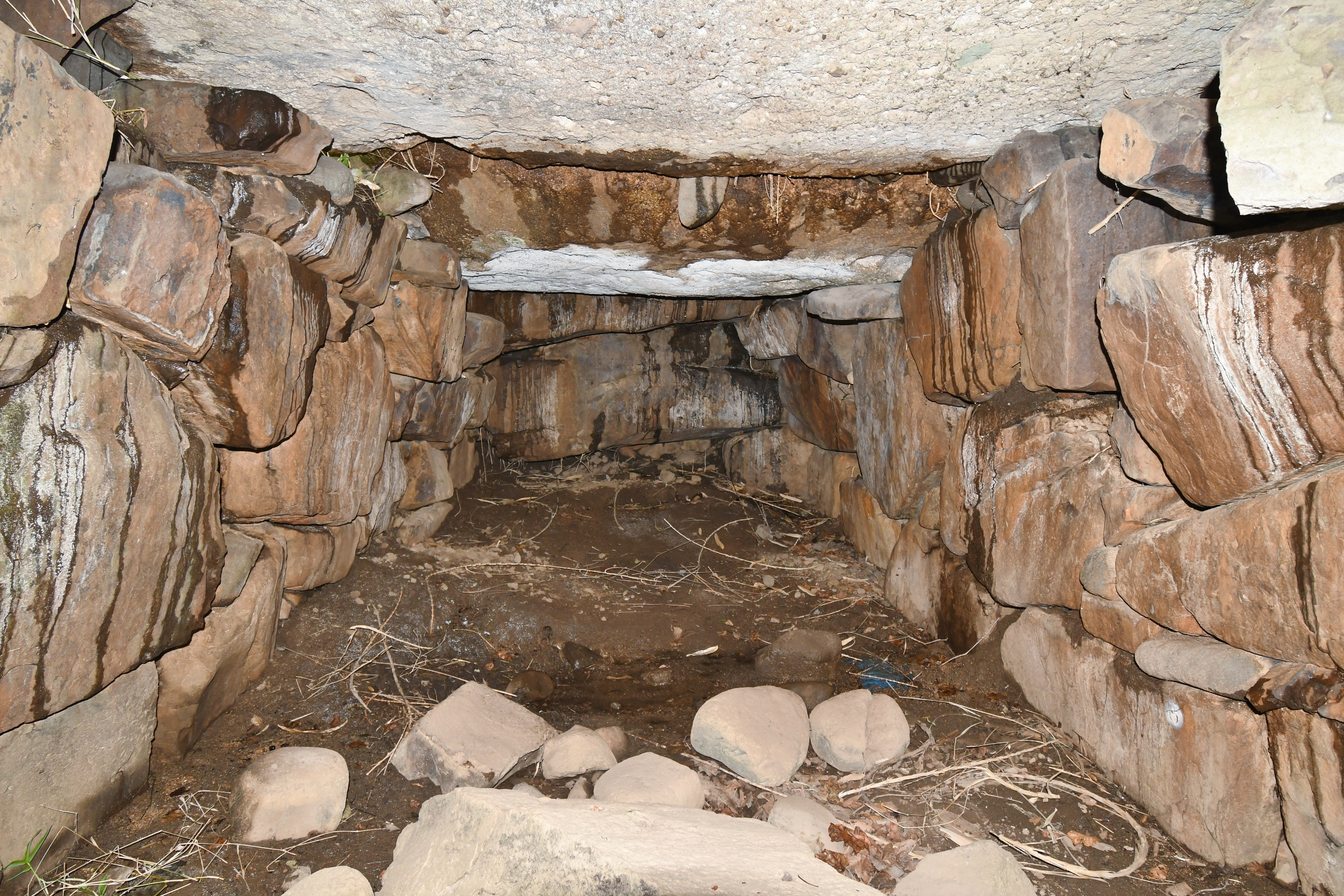
玄室（羨道方向）
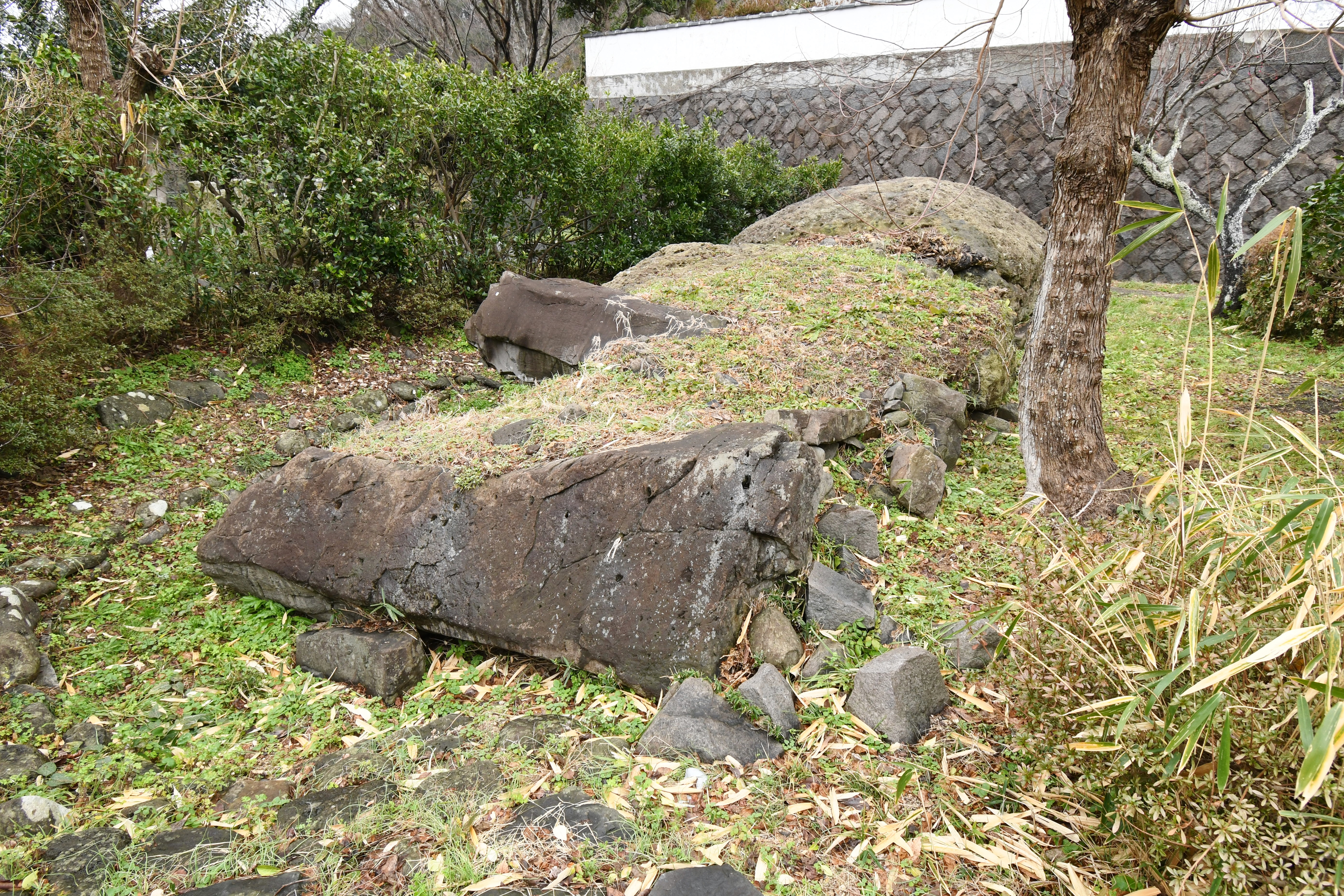
天井石（手前から）
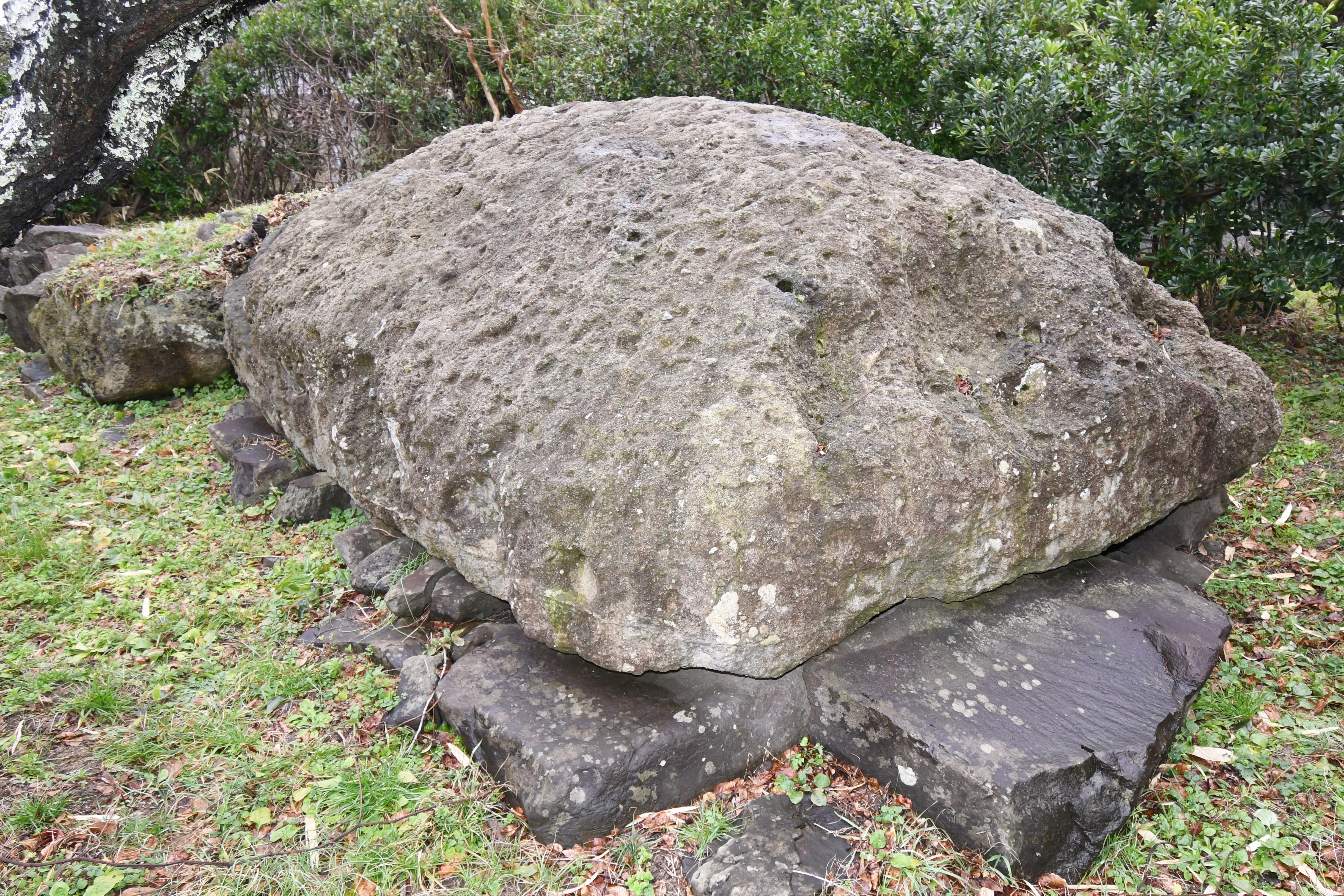
天井石（奥から）

## 文化財

### 京丹後市指定文化財
- 史跡
  - 片山古墳 - 1986年（昭和61年）6月18日指定。